# A Merca
A Merca (spanisch: La Merca) ist ein Ort und das Verwaltungszentrum einer Gemeinde (municipio) mit 1.916 Einwohnern (Stand: 2024) in der Provinz Ourense in der Autonomen Region (Comunidad Autónoma) Galicien im Nordwesten Spaniens.

## Lage und Klima
A Merca liegt etwa 16 km südsüdwestlich von Ourense und etwa 30 Kilometer nördlich der portugiesischen Grenze in einer Höhe von ca. 455 m. Das vom Atlantik geprägte Klima ist gemäßigt und nicht selten regnerisch.

## Bevölkerungsentwicklung der Gemeinde
Legende: La Merca___A Merca

Quelle: INE-Archiv – grafische Aufarbeitung für Wikipedia
Durch Fortzug in die umliegenden Städte ist die Bevölkerung seit den 1950er Jahren relativ stetig gesunken.

## Gemeindegliederung
Die Gemeinde A Merca ist in zwölf Parroquias gegliedert:
| Parroquias              | Patrozinium            | Einwohner 2024 | Fläche km² | Dichte Einw./km² | Höhe msnm | Ortskennzahl |
| ----------------------- | ---------------------- | -------------- | ---------- | ---------------- | --------- | ------------ |
| Corvillón               | Santa María            | 163            | 4,02       | 41               | 629       | 32047010000  |
| Entrambosríos           | Santa Mariña           | 57             | 2,67       | 21               | 405       | 32047020000  |
| Faramontaos             | San Xes                | 69             | 2,50       | 28               | 409       | 32047030000  |
| A Manchica              | Nosa Señora de Lourdes | 476            | 4,17       | 114              | 430       | 32047040000  |
| A Merca                 | Santa María            | 389            | 6,19       | 63               | 481       | 32047050000  |
| A Mezquita              | San Pedro              | 191            | 5,06       | 38               | 454       | 32047060000  |
| Olás de Vilariño        | Santa María            | 97             | 3,91       | 25               | 508       | 32047080000  |
| Parderrubias            | Santa Olaia            | 199            | 8,79       | 23               | 383       | 32047090000  |
| Pereira de Montes       | Santa María            | 87             | 6,32       | 14               | 412       | 32047100000  |
| Proente                 | Santo André            | 134            | 4,67       | 29               | 501       | 32047110000  |
| San Vitoiro da Mezquita | San Vitoiro            | 3              | 0,27       | 11               | 545       | 32047070000  |
| Zarracós                | Santo André            | 89             | 2,38       | 37               | 575       | 32047120000  |

## Wirtschaft
| Ackerbau, Viehzucht und Fischerei                                                  | 022 | 03,21  |
| Industrie                                                                          | 116 | 016,91 |
| Bauwirtschaft                                                                      | 064 | 09,33  |
| Dienstleistungsbetriebe                                                            | 484 | 070,55 |
| Total                                                                              | 686 | 100,00 |
| * Daten aus dem Statistischen Amt für Wirtschaftliche Entwicklung in Galicien, IGE |     |        |

## Sehenswürdigkeiten
- Peterskirche in La Mezquita (Monumento Nacional seit 1931)

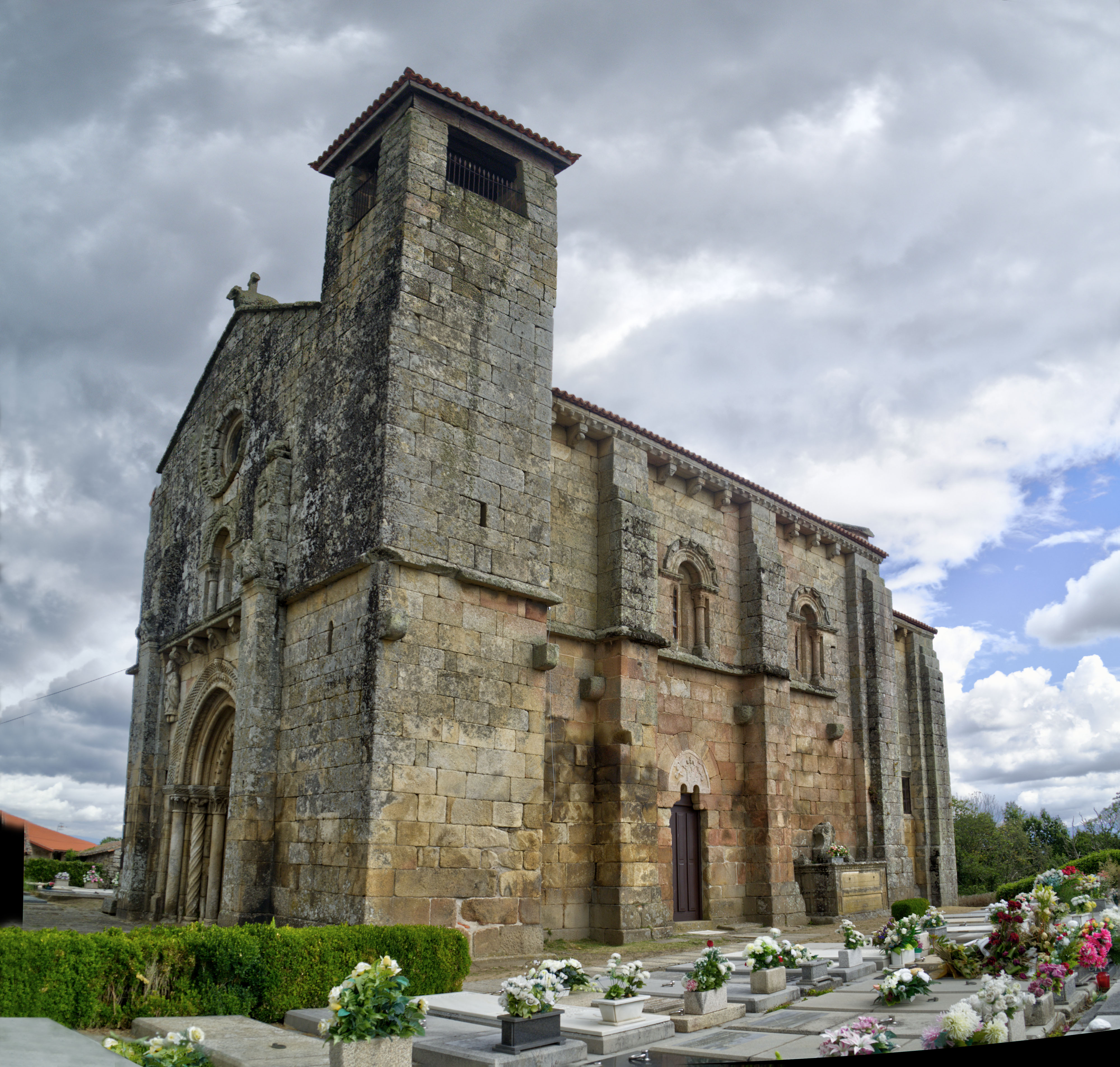
Peterskirche
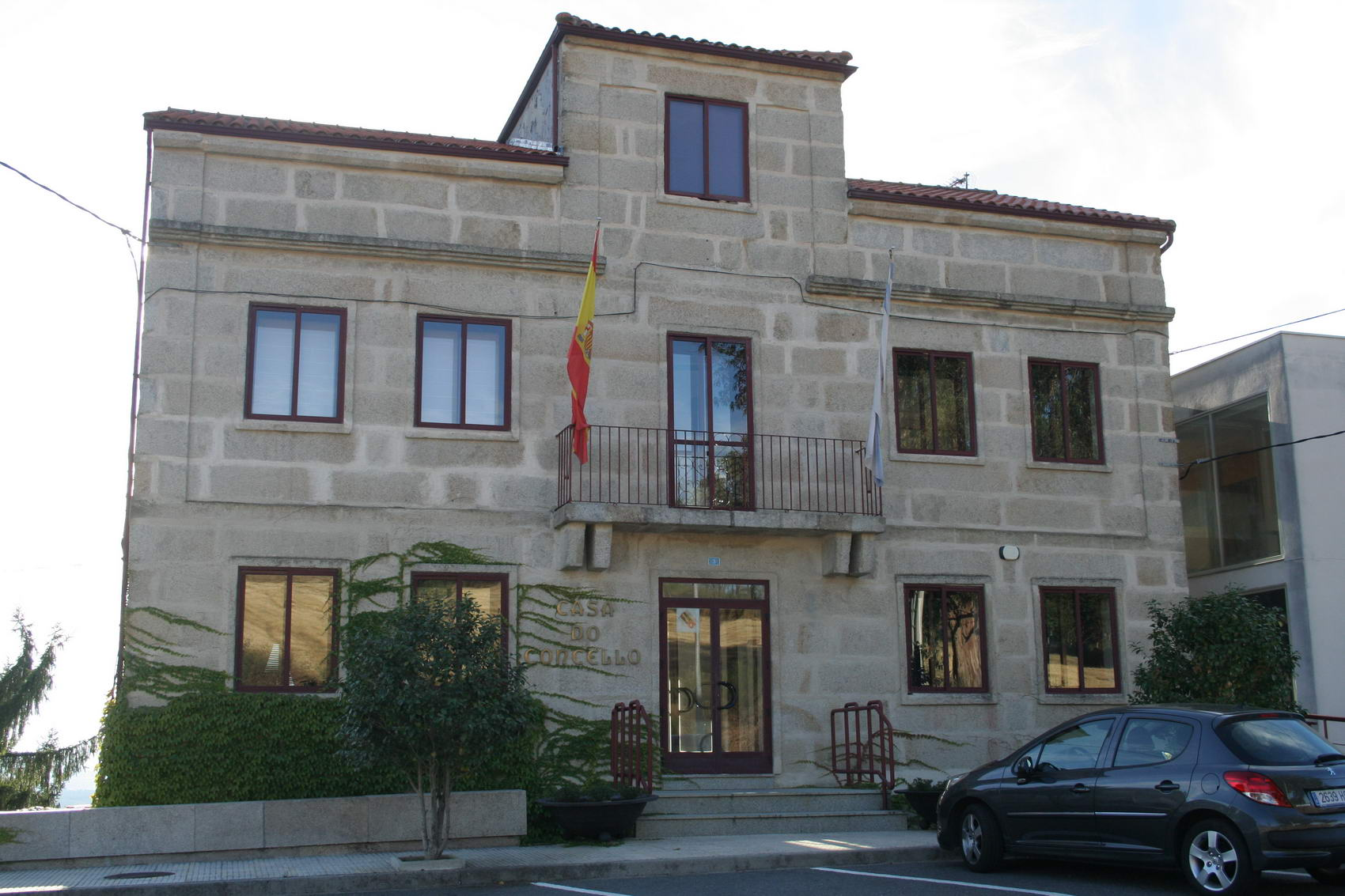
Rathaus

## Persönlichkeiten
- Albino Núñez Domínguez (1901–1974), Schriftsteller
- Luis González Seara (1936–2016), Soziologe und Politiker